# لاميفودين/نيفاربين/زيدوفودين
لاميفودين/نيفاربين/زيدوفودين (اختصارًا 3TC/NVP/AZT) هو دواء يستخدم لعلاج فيروس نقص المناعة البشرية/الإيدز. هو مركب بين لاميفودين ونيفاربين وزيدوفودين. يستخدم إما وحده أو مع غيره من مضادات الفيروسات القهقرية، وهو علاج موصى به للحوامل. يؤخذ هذا الدواء عن طريق الفم مرتين في اليوم.
الدواء عمومًا جيد التَّحَمُّل. تتضمن الآثار الجانبية للأدوية الأساسية المكونة لتركيبة. وقد تشمل لطفح الجلدي، التهاب البنكرياس، انخفاض مستويات خلايا الدم البيضاءوآلام العضلات. لا ينصح باستخدامه عند الأشخاص الذين يعانون من أمراض الكبد  من غير المعروف ما إذا كان الاستخدامة أثناء الحواملآمنًا للجنين ورضاعة طبيعية. عادةً ما تكون تركيبة غير مناسب للأطفال.
يعتبر هذا الدواء ضمن قائمة الأدوية الأساسية النموذجية لمنظمة الصحة العالمية، وهي الأدوية الأكثر أمانًا وفعالية في النظام الصحي. تبلغ تكلفة بالجملة في الدول النامية حوالي 8.54 إلى 18.94 دولارًا أمريكيًا في الشهر اعتبارًا من عام 2014. التركيبة غير متوفرة تجاريًا في الولايات المتحدة اعتبارًا من عام 2018.